# Buchbach (Gemeinde Waidhofen an der Thaya-Land)
Buchbach ist eine Ortschaft und eine Katastralgemeinde der Gemeinde Waidhofen an der Thaya-Land und liegt im Nordwesten des Gemeindegebietes.

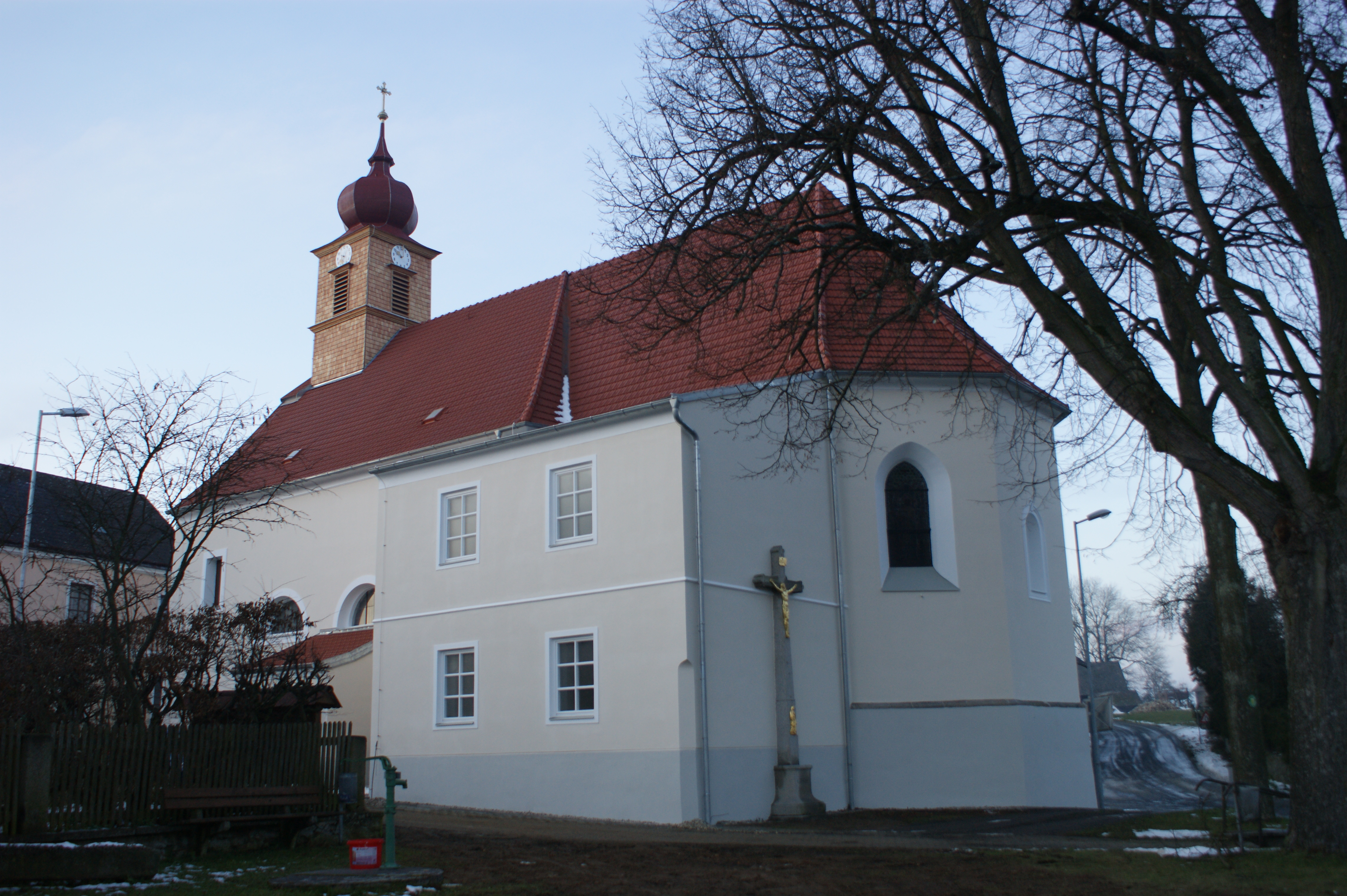
Pfarrkirche Buchbach in der Gemeinde Waidhofen/Thaya-Land

Innenraum der Pfarrkirche Buchbach

## Begriff
Der Begriff Buchbach steht mit der Buche im Zusammenhang („Bach, der bei Buchen vorbeifließt“).

## Geschichte
Die ersten schriftlichen Belege für Puechbach stammen aus den Jahren 1220 bis 1240. Als spätere Schreibweisen sind Puchbach, Buechbach, Buechbeckh und Purchbach überliefert.
Im Jahre 1784 wurde eine einklassige Volksschule errichtet, und die Pfarre Buchbach gegründet, welche die Orte Buchbach, Sarning, Griesbach, Edelprinz und Wiederfeld umfassen sollte. Die Schule wurde im Jahre 1892 mit einem zweiten Stockwerk vergrößert. Im Jahr 1822 wurde der Ort als Dorf mit 31 Häusern genannt, das nach Waidhofen an der Thaya eingepfarrt war, aber im Ort über eine Schule verfügte. Die Herrschaft Waidhofen an der Thaya besaß die Ortsobrigkeit, übte die Landgerichtsbarkeit aus, besorgte die Konskription und hatte die Grundherrschaft inne. 1830 wurde etwas außerhalb des Ortes ein neuer Friedhof angelegt; der alte Friedhof wurde aufgelassen, weil der Boden dort zu nass war. 1874 vernichtete eine Feuersbrunst Buchbach fast vollständig. Lediglich die Kirche, das Schulgebäude der Pfarrhof und das Haus Nr. 15 blieben verschont. 1894 wurde eine eigene Feuerwehr gegründet, welche 1898 ein Spritzenhaus errichtete. Heute ist die Feuerwehr mit ihren Geräten im mittlerweile nicht mehr als Schule genutzten Dorfzentrum untergebracht.
1930 wurde in Buchbach mit der Elektrifizierung begonnen, welche nach und nach voranschritt, sodass 1953 auch die Straßenbeleuchtung in Betrieb genommen werden konnte. Erwähnenswert ist auch, dass 1938 im Ort die Maul- und Klauenseuche ausbrach und alle Gehöfte betroffen waren. Laut Adressbuch von Österreich waren im Jahr 1938 in der Ortsgemeinde Buchbach ein Gastwirt, ein Gemischtwarenhändler, ein Schmied, ein Tischler und drei Landwirte mit Ab-Hof-Verkauf ansässig.
Am 25. November 1945 fanden wieder die ersten freien Wahlen statt, bei denen von 238 gültigen Stimmen auf die ÖVP 233, auf die SPÖ 5 und auf die KPÖ 0 Stimmen entfielen.
Bis zur Konstituierung der Gemeinde Waidhofen an der Thaya-Land im Jahre 1971 bildete der Ort eine selbständige Gemeinde, der auch Edelprinz, Griesbach, Sarning und Wiederfeld angehörten.

## Kultur und Sehenswürdigkeiten
Die Pfarrkirche Buchbach zum heiligen Florian ist eine im Kern gotische Saalkirche, die im Barock umgestaltet und zuletzt im Herbst 2008 außen komplett renoviert wurde.

## Freizeitaktivitäten

### Trachtenkapelle Buchbach
Im Jahr 1949 wurde vom damaligen Leiter der Volksschule, Gerhart Banco, eine aus 15 Mann bestehende Musikkapelle gegründet. 1956 übernahm Johann Redl die Musikkapelle, seit 2002 ist Stefan Lauscher der Kapellmeister. Heute hat die Kapelle 26 Mitglieder.

### Freiwillige Feuerwehr Buchbach
Die Gründung der Freiwilligen Feuerwehr Buchbach erfolgte im Jahre 1895 durch die Initiative ihres ersten Hauptmannes Michael Berger. Eine, auf einen Pferdewagen aufgebaute Handpumpe diente damals als Löschfahrzeug. Noch im Jahre 1895 wurde das Feuerwehrhaus errichtet. Unter Hauptmann Johann Kainz konnte 1935 die erste Motorspritze angekauft werden. Von 1948 bis 1960 stand Konrad Stangl der Feuerwehr vor. 1960 übernahm Johann Pöschl die Führung. Während seiner 21-jährigen Tätigkeit als Kommandant konnte er für die Anschaffung einer Motorspritze mit Tragkraftspritzenfahrzeug und Sirene sorgen. 1980 wurde die Ausrüstung der Feuerwehr um ein Kleinlöschfahrzeug VW LT 35 erweitert. Josef Stangl wurde 1980 zum Kommandanten ernannt. Unter seiner Führung schaffte die Feuerwehr ein Fahrzeugfunkgerät und drei Atemschutzgeräte an.
Im Jänner 2009 betrug der Mitgliederstand der Freiwilligen Feuerwehr Buchbach 36 Mitglieder, 30 Aktive und 6 Mitglieder in Reserve.
Der Einsatzbereich der Freiwilligen Feuerwehr Buchbach umfasst 3 Katastralgemeinden: Buchbach, Sarning und Grießbach.